# 奮起湖黃鱔藤
奮起湖黃鱔藤（学名：Berchemia fenchifuensis）为鼠李科黃鱔藤屬下的一个种。